# Kyslinky (geomorfologická část)
Kyslinky jsou geomorfologickou částí Vysoké Poľany. Zabírají centrální část pohoří a celou rozlohu kaldery bývalé sopky.

## Vymezení
Území je výjimečné, protože masiv Poľany je pozůstatkem stratovulkánu a Kyslinky zabírají jeho kalderu. Obklopuje jej geomorfologický podcelek Vysoká Poľana. Celé území trychtýřového tvaru odvodňuje říčka Hučava, která pokračuje západním směrem Hrochoťskou dolinou.

## Ochrana území
Celé území této části Poľany leží v Chráněné krajinné oblasti Poľana. Zvláště chráněné lokality se nacházejí v okrajových polohách, resp. v blízkém okolí této části.

## Turismus
V centrální části leží stejnojmenná osada, přístupná cestou vedoucí Hrochoťskou dolinou z obcí Hrochoť a Očová. Právě cestu z Očové kopíruje  modře značená trasa, na kterou se v lokalitě Dolina připojuje  žlutě značená trasa z obce Hrochoť. V centrální části, v osadě Kyslinky, ji kříží  zelená trasa, vedoucí z jihu sedlem Príslopy od Očové a pokračující severním směrem do sedla Jasenová. Modrá značka vede z osady východním směrem do sedla Priehybina, odkud vedou trasy na vrchol Poľany i k horskému hotelu Poľana.